# Phyllomyia nubilosa
Phyllomyia nubilosa là một loài ruồi trong họ Tachinidae.